# 長生浦駅
長生浦駅（チャンセンポえき）は、大韓民国蔚山広域市南区にある韓国鉄道公社（KORAIL）の駅。

## 利用可能な鉄道路線
- 韓国鉄道公社
  - 長生浦線（貨物線）

## 歴史
- 1952年9月25日 - 開業[1]。
- 1992年7月30日 - 現駅舎竣工。

## 隣の駅
韓国鉄道公社
長生浦線
太和江駅 - 長生浦駅